# Земская почта Новомосковского уезда
Зе́мская по́чта Новомоско́вского уе́зда — земская почта, организованная земской управой Новомосковского уезда Екатеринославской губернии. Земская почта Новомосковского уезда существовала с 1 декабря 1884 года. В уезде выпускались собственные земские почтовые марки.

## История почты
Новомосковская уездная земская почта была открыта 1 декабря 1884 года. Почтовые отправления отправлялись из уездного центра (города Новомосковска) в 40 волостей уезда по трём трактам дважды в неделю.
Для оплаты доставки частной корреспонденции с 1 января 1896 года были введены собственные земские почтовые марки.

## Выпуски марок
Пересылка частных почтовых отправлений оплачивалась земскими почтовыми марками номиналом 3 копейки. Печать марок производилась в губернской типографии в Екатеринославе. На них был изображён герб Новомосковского уезда.
С 1 января 1897 года марки были отменены.

## Гашение марок
Марки гасились чернилами (перечёркиванием).